# Glasmesserfische
Die Glasmesserfische (Sternopygidae) sind eine Fischfamilie aus der Ordnung der Neuwelt-Messerfische (Gymnotiformes). Die Fische leben im nördlichen und zentralen Südamerika, südlich bis zum Río de la Plata, und im Río Tuira in Panama. Die kleinste Art Eigenmannia vicentespelaea lebt in Höhlen im Flussgebiet des Rio São Vicente und des Rio Tocantins. Am größten ist der Artenreichtum im Gebiet des Amazonas.

## Merkmale
Der Körper der Glasmesserfische ist aalartig langgestreckt, seitlich zusammengedrückt und bei vielen Arten der Gattungen Eigenmannia und Rhabdolichops transparent. Wie bei allen Messerfischen ist die Afterflosse lang ausgezogen und zum Hauptantriebsorgan geworden. Rücken-, Schwanz- und Bauchflossen fehlen. Glasmesserfische werden zwölf Zentimeter bis 1,40 Meter lang, ihre Augen sind oft größer als die ihrer Verwandten und genauso groß oder größer als der Abstand zwischen den Nasenöffnungen. Auf beiden Kiefern tragen sie mehrere Reihen kleiner, bürstenförmiger Zähne. Alle Glasmesserfische können mit umgewandelten Muskelzellen ein elektrisches Feld erzeugen, das zur Orientierung und zur Kommunikation mit Artgenossen dient.

## Lebensweise
Die Fische sind dämmerungsaktiv und sind oft an das Leben in der Mitte und in den Tiefen der großen Flüsse angepasst. Sie stellen dort einen großen Teil der Biomasse aller Lebewesen. Alle Glasmesserfische leben carnivor von kleineren Wirbellosen. Viele Arten fressen bodenbewohnende Beutetiere oder kämmen ihre Nahrung mit ihren bürstenförmigen Zähnen von Wurzeln und Wasserpflanzen. Rhabdolichops-Arten leben von Zooplankton.

## Systematik
Heute zählt man über 45 Arten in sieben Gattungen und zwei Unterfamilien. Zu den Glasmesserfischen zählt die einzige bekannte fossile Art der Neuwelt-Messerfische, Humboldtichthys kirschbaumi, aus dem oberen Miozän von Bolivien.
- Unterfamilie Eigenmanniinae[3]
  - Archolaemus Korringa, 1970
    - Archolaemus blax Korringa, 1970

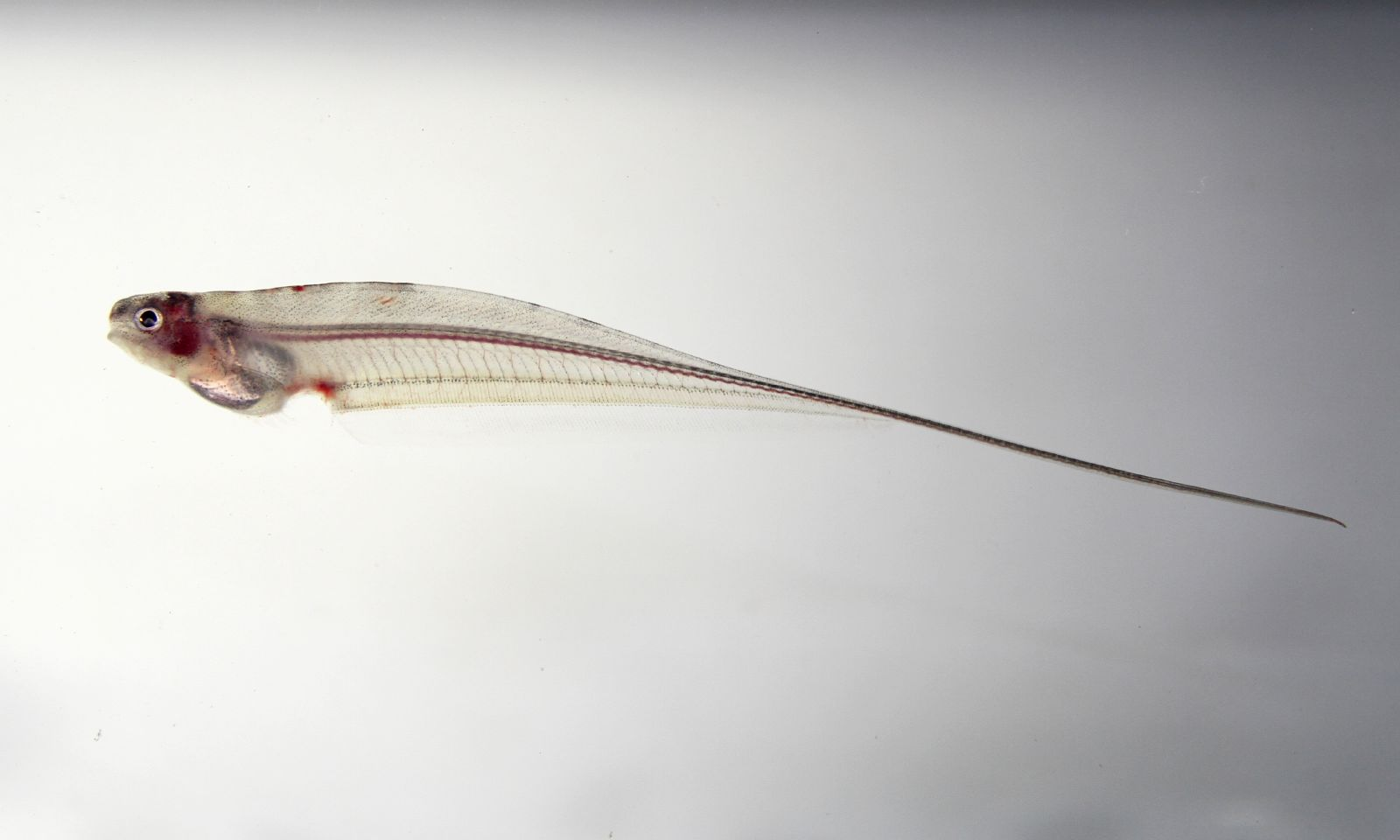
Unbestimmter Glasmesserfisch

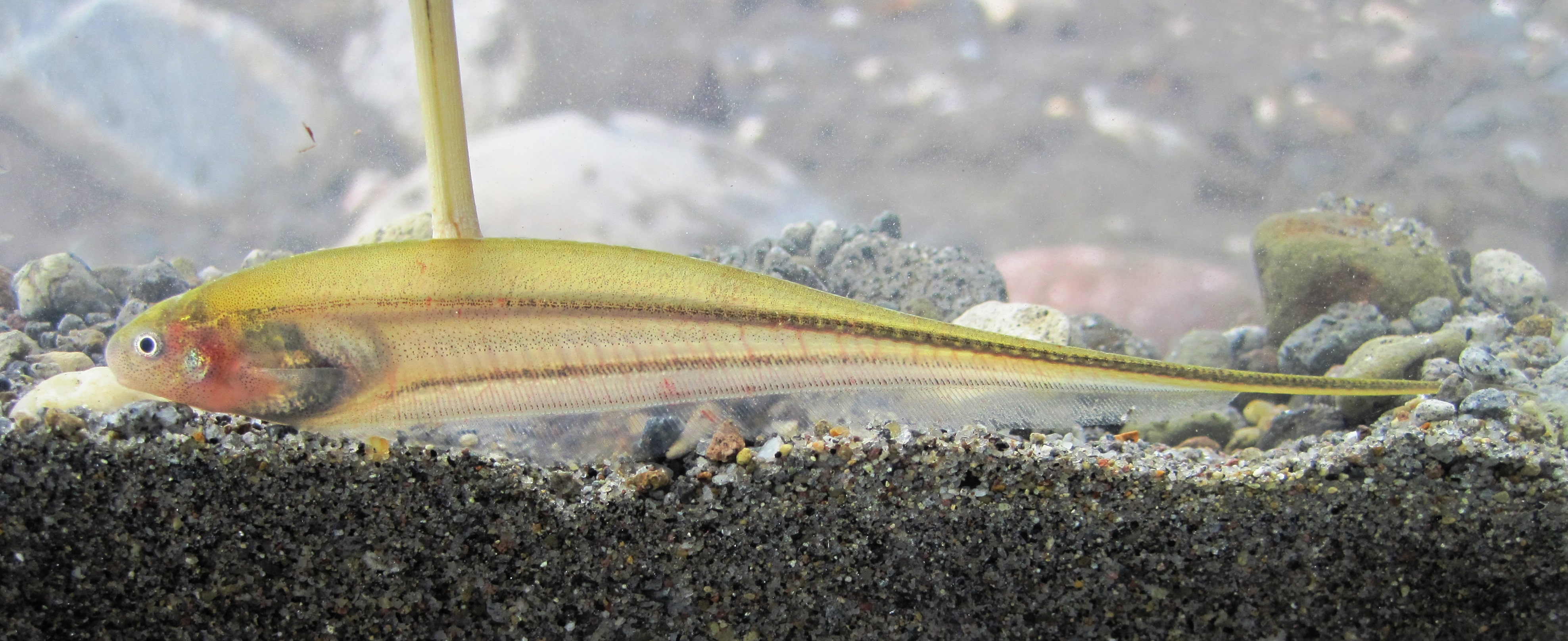
Grüner Messerfisch (Eigenmannia virescens)

    - Archolaemus ferreirai Vari, de Santana & Wosiacki, 2012
    - Archolaemus janeae Vari, de Santana & Wosiacki, 2012
    - Archolaemus luciae Vari, de Santana & Wosiacki, 2012
    - Archolaemus orientalis Stewart, Vari, de Santana & Wosiacki, 2012
    - Archolaemus santosi Vari, de Santana & Wosiacki, 2012

  - Eigenmannia Jordan & Evermann, 1896
    - Eigenmannia antonioi Peixoto et al., 2015
    - Eigenmannia besouro Peixoto & Wosiacki, 2016
    - Eigenmannia guchereauae (Meunier, Jégu & Keith, 2014)
    - Eigenmannia correntes Campos-da-Paz & Queiroz, 2017
    - Eigenmannia desantanai Peixoto et al., 2015
    - Eigenmannia guairaca Peixoto et al., 2015
    - Eigenmannia humboldtii (Steindachner, 1878)
    - Eigenmannia limbata (Schreiner & Miranda Ribeiro, 1903)
    - Eigenmannia loretana Waltz & Albert, 2018
    - Eigenmannia macrops (Boulenger, 1897)
    - Eigenmannia matintapereira Peixoto et al., 2015
    - Eigenmannia meeki Dutra et al., 2017
    - Eigenmannia microstoma (Reinhardt, 1852)
    - Eigenmannia muirapinima Peixoto et al., 2015
    - Eigenmannia nigra Mago-Leccia, 1994
    - Eigenmannia pavulagem Peixoto et al., 2015
    - Eigenmannia sayona Peixoto & Waltz, 2017
    - Eigenmannia trilineata López & Castello, 1966
    - Eigenmannia vicentespelaea Triques, 1996
    - Eigenmannia waiwai  Peixoto et al., 2015
    - Grüner Messerfisch (Eigenmannia virescens (Valenciennes, 1836))

  - Rhinosternarchus[3]
    - Rhinosternarchus goajira (Schultz, 1949)
- Unterfamilie Sternopyginae
  - Distocyclus Mago-Leccia, 1978
    - Distocyclus conirostris (Eigenmann & Allen, 1942)

  - Japigny
    - Japigny kirschbaum Meunier, Jégu & Keith, 2011

  - Rhabdolichops Eigenmann & Allen, 1942
    - Rhabdolichops caviceps (Fernández-Yépez, 1968)
    - Rhabdolichops eastwardi Lundberg & Mago-Leccia, 1986
    - Rhabdolichops electrogrammus Lundberg & Mago-Leccia, 1986
    - Rhabdolichops jegui Keith & Meunier, 2000
    - Rhabdolichops lundbergi Correa, Crampton & Albert, 2006
    - Rhabdolichops navalha Correa, Crampton & Albert, 2006
    - Rhabdolichops nigrimans Correa, Crampton & Albert, 2006
    - Rhabdolichops stewarti Lundberg & Mago-Leccia, 1986
    - Rhabdolichops troscheli (Kaup, 1856)
    - Rhabdolichops zareti Lundberg & Mago-Leccia, 1986

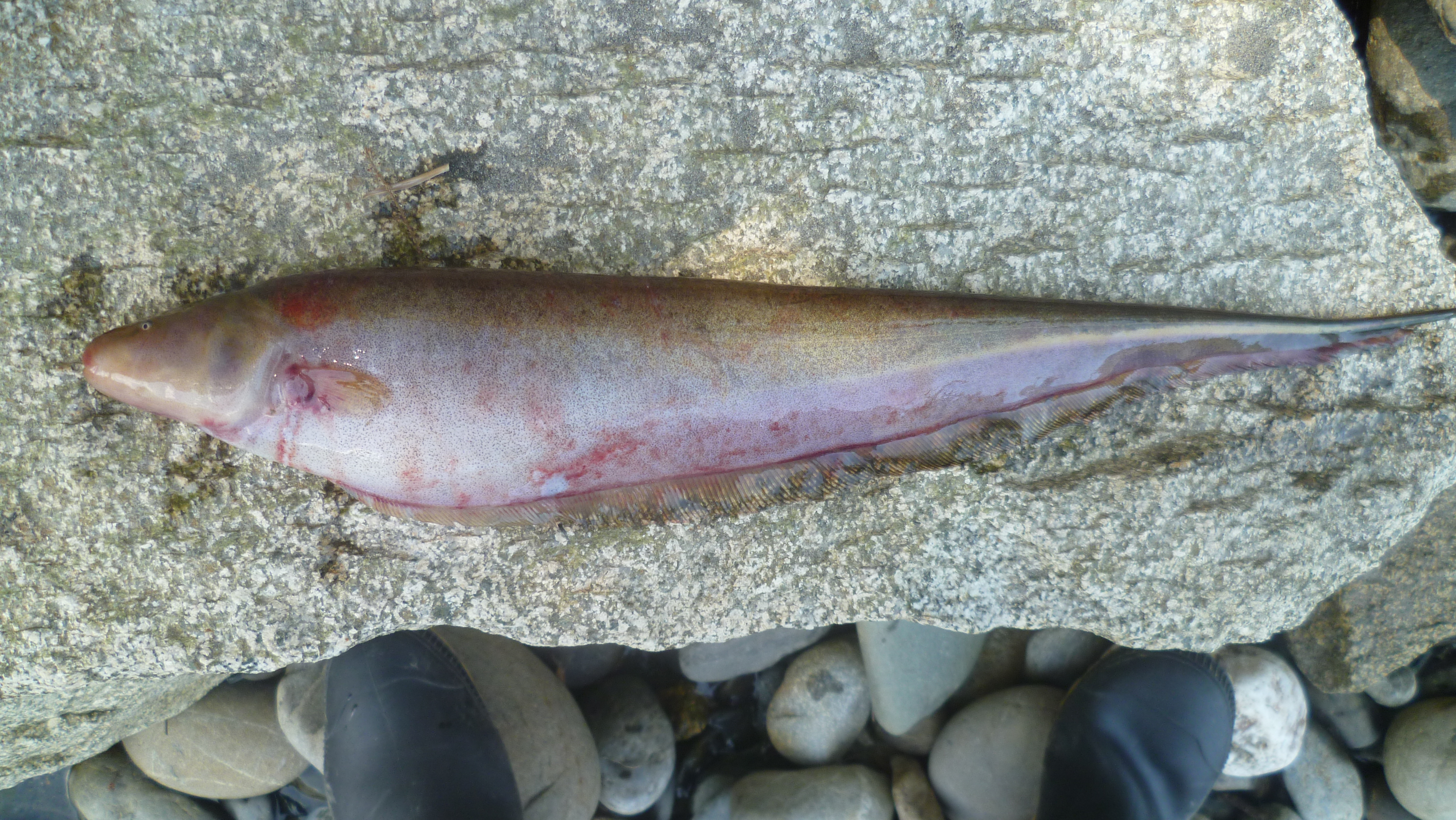
Sternopygus aequilabiatus

  - Sternopygus Müller & Troschel, 1849Sternopygus aequilabiatus
    - Sternopygus aequilabiatus (Humboldt, 1805)
    - Sternopygus arenatus (Eydoux & Souleyet, 1850)
    - Sternopygus astrabes Mago-Leccia, 1994
    - Sternopygus branco Crampton, Hulen & Albert, 2004
    - Sternopygus castroi Triques, 2000
    - Sternopygus macrurus (Bloch & Schneider, 1801)
    - Sternopygus obtusirostris Steindachner, 1881
    - Sternopygus pejeraton Schultz, 1949
    - Sternopygus xingu Albert & Fink, 1996